# El Vilar (Fogars de Montclús)
El Vilar són un conjunt d'edificacions unides entre elles catalogades a l'Inventari del Patrimoni Arquitectònic de Catalunya al municipi de Fogars de Montclús (Vallès Oriental). Aquests conjunts d'edificacions era l'antic mas del Vilar. Aquest s'anà enderrocant de mica en mica i quan fou adquirit per la Diputació i la Generalitat el van restaurar i ampliar amb noves edificacions al costat. Ara és un lloc de reunions i encontres oficials. El bosc del costat ja es troba inclòs als límits del Parc Natural del Montseny i zona de repoblació. Construïdes amb pedra, coberta a dos vessants, formen un conjunt harmònic amb alternança de colors: el fosc de la pedra amb el blanc de les pedres i dovelles que adornen les finestres i portes.